# Louis Brébant
 Louis Brébant est un médecin français, né à Balham, dans les Ardennes, le 13 janvier 1827 et mort à Reims  le 29 juin 1886. Lors de son mandant de conseiller municipal, il joua un rôle important à Reims dans le traitement des eaux usées.

## Biographie
Jean Louis Nicolas Brébant est un médecin, né à Balham, dans les Ardennes, le 13 janvier 1827. Il épousa Marie Apolline Leroy (1835-1881) puis Marie Amélie Fournier (1845-1925).
Pendant son mandat de conseiller municipal à Reims, il faut fut pris comme otage et déporté à Magdebourg du 16 novembre 1870 au 14 février 1871, par les Prussiens, pendant la guerre de 1870-71.
De même, pendant ce mandat, le docteur Louis Brébant  s’est beaucoup investi dans des études sur l’épuration des eaux des égouts de Reims qui ont conduit à la construction de l’égout transversal supérieur.
Il est mort à Reims le 29 juin 1886 et repose au Cimetière du Nord de Reims.

### Politique
Il fut : 
- Président du Conseil d’Arrondissement,
- Membre de la Chambre d’agriculture,
- conseiller municipal à Reims.

## Publications
- Essai sur le sénat par le Dr Brebant, Date de l'édition originale: 1879 Réédition 2013  (ISBN 9782012488892).
- Le charbon ou fermentation bactéridienne chez l’homme, Dr Brebant 1870.
- Solution du problème des égouts à Reims en 1877, deux conférences par M. le Dr Brébant

## Postérité
L’ancienne rue des Sept-Maisons, a été, baptisée rue Brébant en 1889 puis débaptisée à nouveau, en 1892, pour prendre le nom de rue Belly.
Cette même année de 1892, la voie qui conduisait aux champs d’épuration a été nommée avenue Jean Louis Nicolas Brébant , en raison des longues années d’études qu’il consacra à l’épuration des eaux des égouts de Reims. En 1951, l’avenue Brébant fut étendue au chemin établi en bordure du canal entre la rue Ernest-Renan et la darse du nouveau port.